# Desmembramiento

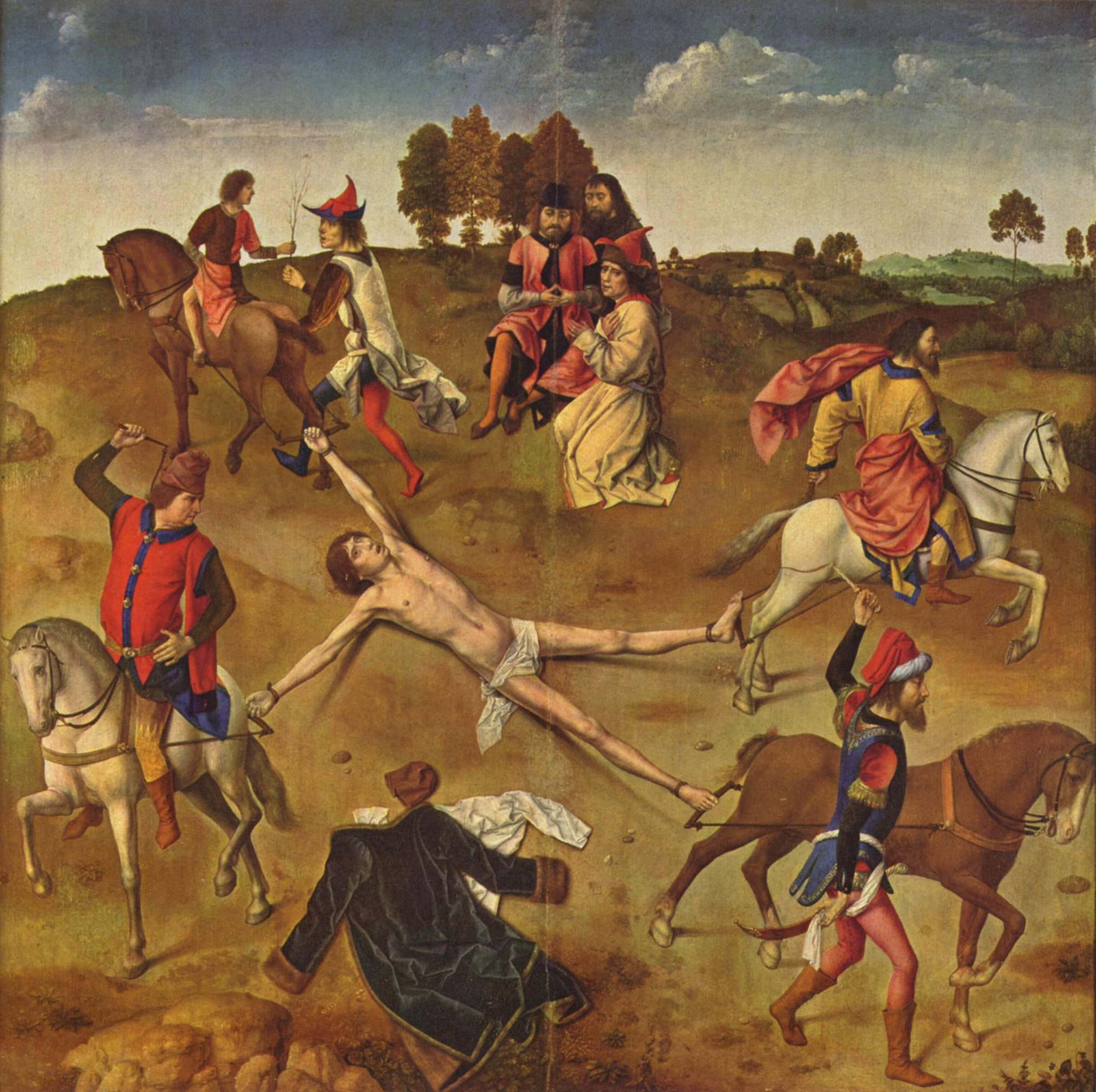
El martirio de San Hipólito, por Dirk Bouts (c. 1465-1475).

El desmembramiento o descuartizamiento es una forma de ejecución en la cual se le desprende los miembros del cuerpo a la víctima. Esta sufre primero esguinces; continuando con el sistema óseo y finalmente con la pérdida del miembro.

## Historia
El desmembramiento fue usado puntualmente por muchos pueblos de la antigüedad: egipcios, romanos , hunos, mamelucos, mongoles, asirios.
La famosa forma de ejecución británica ahorcado, arrastrado y descuartizado muchas veces implicaba desmembramiento. Como en el caso de los más de cien sacerdotes católicos ingleses ejecutados en Tyburn. El desmembramiento fue usado en varias ocasiones durante la conquista sobre los indígenas en América, usualmente con caballos, atando cada extremidad a un animal y azuzándolos para que aumentasen la tensión.
En casos de víctimas importantes se les ataba además la cabeza, y era exhibida en la plaza del pueblo. También la usaron Atila y los hunos para liquidar a prisioneros de guerra o a enemigos medio moribundos en los campos de batalla. Se dice que eran tan fuertes que eran capaces de hacerlo ellos mismos sin ayuda de animales o máquinas.

### Personas desmembradas

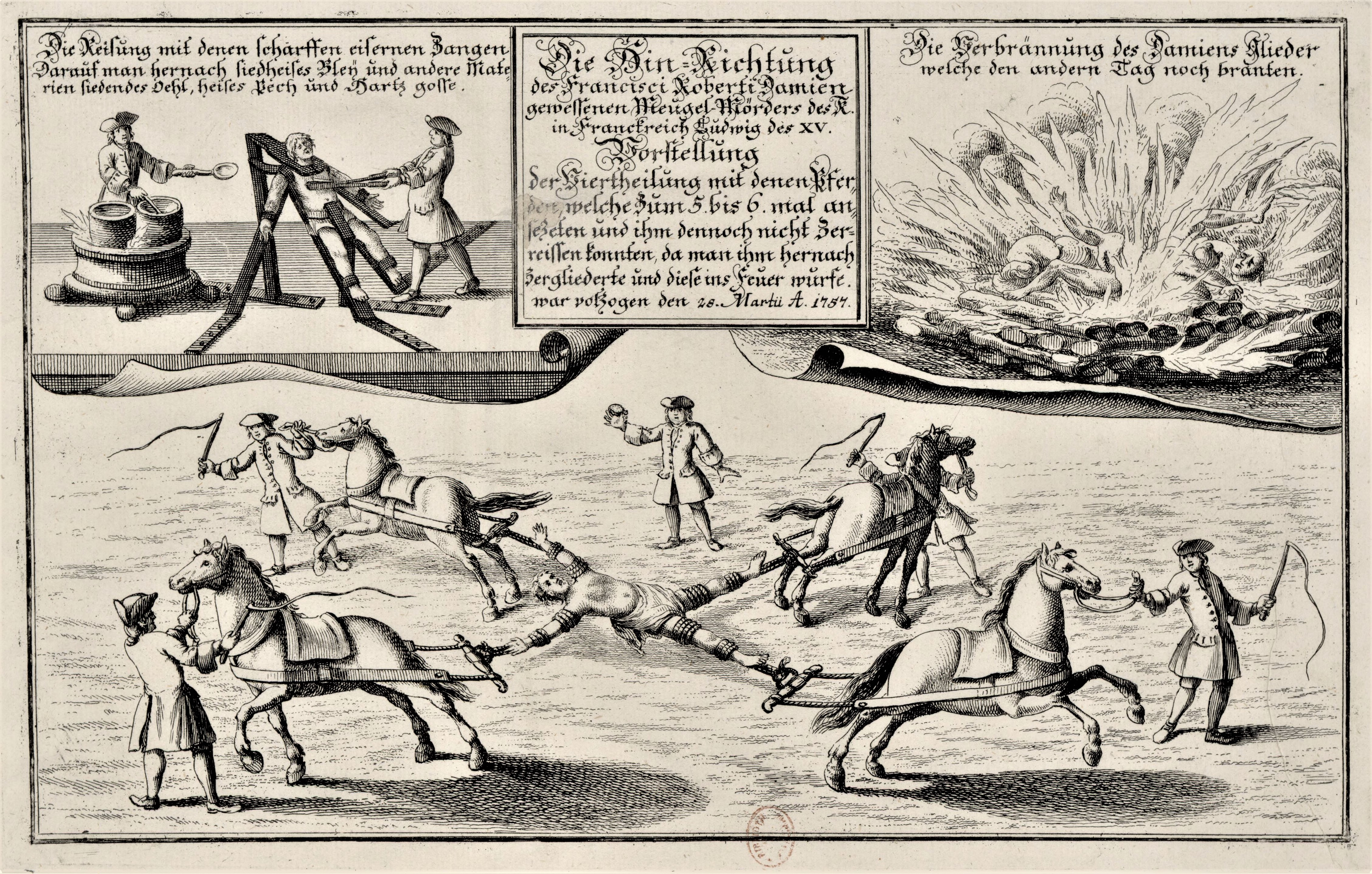
Desmembramiento de Damiens

- Nicolás de Salcedo, miembro de la baja nobleza francesa de origen español, fue descuartizado en París el 22 de octubre de 1582. Se le acusaba bien de haber conspirado para atentar contra Guillermo de Orange o contra el duque de Anjou en Brujas, bien de haber formado parte de una conspiración de los Guisa contra Enrique III de Francia. El cadáver de su compañero Francesco de Baza, italiano, muerto en la prisión de Brujas, fue también descuartizado.
- Jacques Clément (1567-1589): fue un clérigo activista católico francés, que durante los preparativos al sitio de París por el rey Enrique III de Francia en el castillo del palacio de Saint-Cloud, consiguió apuñalarle con la excusa de entregarle un mensaje personal. Los gritos del rey alertaron a su guardias armados que dieron muerte a Clément, cuyo cuerpo fue sometido posteriormente al desmembramiento y la hoguera.
- François Ravaillac (1578-1610): fue el asesino del rey Enrique IV de Francia el día de la fiesta de la consagración de la reina, abalanzándose sobre la carroza real y apuñalando al rey en dos ocasiones. Ravaillac fue rápidamente apresado y días después conducido a la plaza de la Grêve. Allí fue quemado en diversas partes del cuerpo (pecho, caderas y piernas) con hierros al rojo. La mano ejecutora del crimen fue quemada con azufre ardiendo y en las heridas de las quemaduras se vertió una mezcla de plomo derretido, aceite hirviendo y resina ardiente. Una vez terminado esto, se le ató de manos y piernas a cuatro caballos y fue desmembrado. Sus miembros fueron quemados y todo su cuerpo quedó reducido a cenizas.
- Robert-François Damiens (1715-1757): fue el autor de la tentativa de asesinato contra Luis XV. En condiciones particularmente atroces, su suplicio duró dos horas.
- Túpac Amaru II (1742-1781): descendiente del Sapa Inca Túpac Amaru I, fue un líder quechua que encabezó la primera y mayor rebelión de corte independentista y abolicionista en la América colonial del siglo XVIII. En la Plaza de Armas de Cuzco, Túpac Amaru II fue obligado, tal como señalaba la sentencia, a presenciar la ejecución de toda su familia. Se le intentó descuartizar atando cada una de sus extremidades a caballos, cosa que no se logró tras varios intentos, por lo cual finalmente se optó por decapitarlo y posteriormente descuartizarlo. Su cabeza fue colocada en una lanza exhibida en Cuzco y Tinta, sus brazos en Tungasuca y Carabaya, y sus piernas en Levitaca y Santa Rosa.
- El periodista saudí Jamal Khashoggi el 2 de octubre de 2018 fue descuartizado  en el consulado de su país en Estambul (Turquía) perpetrado por agentes del gobierno saudí, presuntamente para suprimir su actividad disidente.[3]